# Римские-Корсаковы
Римские-Корсаковы — древний русский дворянский род,
Ветвь рода Корсаковых, который, в свою очередь, представляет собой ответвление польско-литовского рода Корсаков герба «Корсак».
При подаче документов для внесения рода в Бархатную книгу были предоставлены родословные росписи: Римских-Корсаковых (24 декабря 1685), которые до 1677 года писались Корсаковыми, и Якова Корсакова (1686). К родословным были приложены: царские кормлёные жалованные грамоты Василия III на волости: Суда в Белоозере (1499), Бохтюга Вологодского уезда (1503), Корбана и Двинница Вологодского уезда (1506—1508), на половину доходов в Новгороде (1526—1529), на г. Устюг (1537—1538), грамота Ивана IV: на волость Выгоозеро Обонежской пятины (1553). К делу была приложена челобитная Никиты Римского-Корсакова о внесении шести его сыновей, не внесённых в родословную роспись, которые по указу от 14 июля 1693 года были внесены.
Род Римских-Корсаковых внесён в родословные книги Калужской, Курской, Московской, Новгородской, Орловской, Смоленской, Тверской, Харьковской, Екатеринославской и Тульской губерний.

## Происхождение и история рода
По утверждению Казимира Валишевского, родословная Корсаковых начиналась словами: «Чтобы не искать слишком далеко, начнём с Геркулеса».
Общий предок всех трёх родов, Сигизмунд Корсак, родом чех и подданный Священной Римской империи (хотя позднейшие русские родословные сказания и называют его родственником князей литовских), въехал в Литву при великом князе Витовте. Один из трёх его сыновей — Фридрих — остался в Литве и стал родоначальником литовских Корсаков. Венцеслав и Милослав Жигмунтовичи сопровождали невесту великого князя Василия I Софью Витовтовну в Москву, где и остались (1390). От Милослава пошёл род Милославских, а от Венцеслава — Корсаковых.
По царскому указу (15 мая 1677) 18 представителей рода Корсаковых получили право именоваться Римскими-Корсаковыми, поскольку род их «восприял начало в пределах Римских» — то есть в Чехии, входившей в состав Священной Римской империи.
Яков Никитич Римский-Корсаков был копорским комендантом и ландрихтером ингерманландским, Санкт-Петербургским вице-губернатором (с 1711), за злоупотребления сослан вместе с братом Василием, бывшим белозерским комендантом (1715).
Воин Яковлевич (1702—1757) — вице-адмирал. Воин Андреевич (1822—1871, правнук Воина Яковлевича) был директором морского корпуса, брат его Николай — известный композитор.
И. Н. Римский-Корсаков (1754—1831), фаворит императрицы Екатерины II, имел от Е. П. Строгановой незаконного сына, которому император Павел I даровал дворянство и фамилию Ладомирский.

## Описание герба

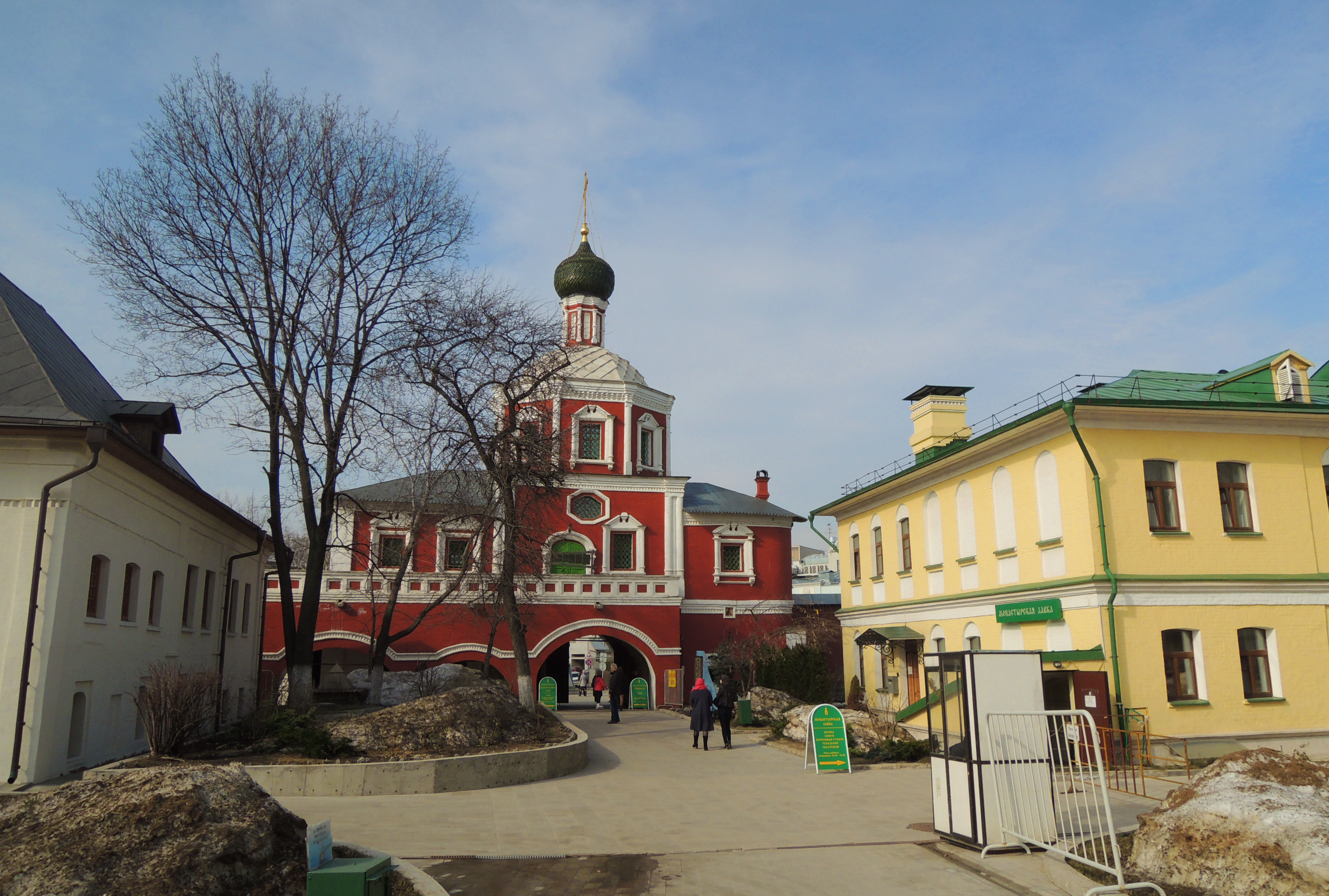
Зачатьевский монастырь (Москва), Надвратная церковь Спаса Нерукотворного. В подклете — фамильная усыпальница Римских-Корсаковых (1696)

Щит разделён на четыре части, в середине коих, в верхней части изображена золотая булава, диагонально положенная на серебряном блюде, в нижней части — цвет серебром означенный, и между ними малый щиток, имеющий по серебряному полю три полосы голубого цвета; а на поверхности сего щитка видна дворянская корона золотая. В первой части, в серебряном поле, чёрный медведь, идущий в левую сторону. Во второй и третьей части, в красном поле, два серебряных якоря вместе соединённые. В четвертой части, в голубом поле, серебряная башня. Щит увенчан обыкновенным дворянским шлемом с дворянской короной, на поверхности коей изображён голубой шар с сидящим на оном чёрным орлом одноглавым, который держит во рту стрелы красного цвета. Намёт на щите голубой и красный, подложенный золотом.
Герб внесён в Общий гербовник дворянских родов Российской империи, часть 2, 1-е отд., стр. 52.

## Известные представители рода
- Римские-Корсаковы — Андрей и Иван Леонтьевичи, Иван Дмитриевич, Михаил Игнатьевич — стольники (1686).
- Римский-Корсаков — стольник царицы Прасковьи Фёдоровны (1692)[5].

- Римский-Корсаков, Александр:[править]  -  Римский-Корсаков, Александр Александрович (1849—1922) — участник право-монархического и Белого движений.
  -  Римский-Корсаков, Александр Андреевич (1936—2018) — научный руководитель Радиевого института им. В. Г. Хлопина, доктор физико-математических наук.
  -  Римский-Корсаков, Александр Васильевич (1729—1781) — генерал-поручик.
  -  Римский-Корсаков, Александр Михайлович (1753—1840) — генерал от инфантерии, Литовский генерал-губернатор, член Государственного совета.
  -  Римский-Корсаков, Александр Сергеевич (1882—1960) — иркутский и саратовский вице-губернатор, общественный деятель русской эмиграции.
  -  Римский-Корсаков, Александр Яковлевич:[править]    -  Римский-Корсаков, Александр Яковлевич (после 1754 — 1815) — генерал-майор.
    -  Римский-Корсаков, Александр Яковлевич (1806 — не ранее 1856) — русский поэт.
- Римский-Корсаков, Андрей:[править]  -  Римский-Корсаков, Андрей Владимирович (1910―2002) ― акустик, доктор физико-математических наук.
  -  Римский-Корсаков, Андрей Николаевич (1878―1940) ― музыковед.
  -  Римский-Корсаков, Андрей Петрович (1784―1862) ― волынский гражданский губернатор.
- Римский-Корсаков, Владимир:[править]  -  Римский-Корсаков, Владимир Валерианович (1859—1933) ― генерал-лейтенант, участник Белого движения, в эмиграции директор единственного во Франции русского кадетского корпуса.
  -  Римский-Корсаков, Владимир Николаевич:[править]    -  Римский-Корсаков, Владимир Николаевич (1882―1970) ― скрипач, альтист.
    -  Римский-Корсаков, Владимир Николаевич (1888―1918) ― полковник лейб-гвардии Литовского полка, герой Первой мировой войны.
- Римский-Корсаков, Воин:[править]  -  Римский-Корсаков, Воин Андреевич (1822—1871) — мореплаватель, географ, гидрограф.
  -  Римский-Корсаков, Воин Петрович (1889—1937) — советский военно-морской деятель, специалист по артиллерийскому вооружению.
  -  Римский-Корсаков, Воин Яковлевич (1702—1757) — русский вице-адмирал, участник русско-шведской войны 1741—1743 гг.
- Римский-Корсаков, Всеволод Андреевич (1914—1942) — филолог, переводчик; внук композитора, сын Юлии Лазаревны Вейсберг и А. Н. Римского-Корсакова.
- Римский-Корсаков, Георгий Михайлович (1901―1965) ― музыковед, композитор, акустик.
- Римский-Корсаков, Григорий Александрович (1792―1852) ― полковник лейб-гвардии Московского полка, участник войны 1812 года и походов 1813—1814 годов, член Союза благоденствия.
- Римский-Корсаков, Евгений Матвеевич (1872—1920) — генерал-майор Сибирской армии.
- Римский-Корсаков, Иван:[править]  -  Римский-Корсаков, Иван Максимович (Иосиф; ум. 1717) — митрополит Псковский и Изборский.
  -  Римский-Корсаков, Иван Николаевич (1754—1831) — генерал-адъютант, фаворит Екатерины II.
  -  Римский-Корсаков, Иван Степанович (Игнатий; ок. 1639 — 1701) — митрополит Тобольский и Сибирский Игнатий, стольник царя Алексея Михайловича.
- Римский-Корсаков, Михаил Николаевич (1873—1951) — энтомолог.
- Римский-Корсаков, Николай:[править]  -  Римский-Корсаков, Николай Александрович:[править]    -  Римский-Корсаков, Николай Александрович (?—1814) — майор, Георгиевский кавалер
    -  Римский-Корсаков, Николай Александрович (?—1835) — генерал-майор
    -  Римский-Корсаков, Николай Александрович (1852—1907) — архангельский губернатор, директор Николаевской Морской академии.

  - Римский-Корсаков, Николай Андреевич (1844—1908) — русский композитор.
  -  Римский-Корсаков, Николай Петрович (1793―1848) — вице-адмирал, директор Морского корпуса.
- Римский-Корсаков, Олег Петрович (1906―1942) ― русский советский филолог, педагог, музыкант.
- Римский-Корсаков, Павел Михайлович (1832―1906) ― контр-адмирал Российского Императорского флота.
- Римский-Корсаков, Пётр Войнович (1861—1927) — контр-адмирал Российского Императорского флота, организатор промышленного производства, педагог.

### Римская-Корсакова
- Римская-Корсакова:[править]  -  Римская-Корсакова, Екатерина Александровна (в браке Архарова; 1755—1836) — кавалерственная дама.
  -  Римская-Корсакова, Елизавета Петровна (в браке Янькова; 1768—1861) — московский старожил, оставившая обстоятельные воспоминания о жизни дворянской Москвы «за пять поколений».
  -  Римская-Корсакова, Мария Воиновна (в браке Зубова; 1749—1799) — известная в своё время певица и любительница народных песен.
  -  Римская-Корсакова, Надежда Николаевна (урождённая Пургольд; 1848―1919) ― пианистка.
  -  Римская-Корсакова, Ольга Михайловна (1914—1987) — советский ученый, доцент кафедры минералогии ЛГУ, внучка Н. А. Римского-Корсакова.
  -  Римская-Корсакова, Юлия Лазаревна (урождённая Вейсберг; 1879—1942) — русский композитор, переводчик, музыкальный критик.